# 2000年シドニーオリンピックのタイ選手団
2000年シドニーオリンピックのタイ選手団（にせんねんシドニーオリンピックのタイせんしゅだん）は、2000年9月15日から10月1日にかけてオーストラリアのニューサウスウェールズ州シドニーで開催された2000年シドニーオリンピックのタイ選手団、およびその競技結果。

## 概要
今大会は金メダル1個、銅メダル2個、合計3個のメダルを獲得した。

## メダル
| メダル | 選手名                   | 競技                 | 種目               |
| ------ | ------------------------ | -------------------- | ------------------ |
| 金     | ウィチャン・ポンリット   | ボクシング           | 男子フライ級       |
| 銅     | ポーンチャイ・ソンブラン | ボクシング           | 男子ライトミドル級 |
| 銅     | カサラポーン・スダー     | ウエイトリフティング | 女子58kg級         |